# Vitamíny u drůbeže
Vitamíny jsou nejvýznamnější skupinou organických látek nezbytných pro normální růst, vývoj, užitkovost a zdravotní stav drůbeže. Drůbež má vysoké nároky na spotřebu vitamínů, protože obsah vitamínů v krmivu velmi kolísá a navíc drůbež není schopna pokrýt potřebu vitamínů mikrobiální syntézou v trácicím traktu. Proto jsou krmné směsi doplňovány syntetickými preparáty vitamínů.
Vitamíny představují biologicky velmi důležitou skupinu organických látek potřebných pro život (lat. vita = život). V určitém minimálním množství jsou nezbytné pro udržení normálních metabolických procesů v organismu (jako tzv. biokatalyzátory). Živočišný organismus je nesyntetizuje sám, kromě několika výjimek. Syntetizují je rostliny a mikroorganismy a do živočišného organismu se dostávají nejčastěji v rostlinné potravě buď v hotové formě, nebo jako tzv. provitamíny.
Nedostatek určitého vitamínu se projevuje jako hypovitaminóza. K hypovitaminózám dochází nejčastěji při nedostatku vitamínů v krmivu, při poruchách resorpce a při zvýšené potřebě vitamínů v situacích jejich zvýšeného nároku na organismus (stres). Mohou probíhat i bez výrazných klinických příznaků, ale většinou s poruchou užitkovosti, odolnosti a reprodukce. Při jejich nedostatku se snižuje stupeň využívání živin, narušují se funkce jednotlivých orgánů, vyvíjejí se patologické procesy a snižuje se odolnost organismu k infekčním nemocem. Je snížena užitkovost (růst a snáška), dochází k nedostatečnému vývinu mladých zvířat, je zhoršena kvalita násadových vajec, vyšší nemocnost i ztráty úhynem.
Teprve úplný nedostatek způsobuje avitaminózu. U vitamínů existuje i nebezpečí předávkování, tj. jejich toxického působení (hypervitaminóza), především u vitamínu A a D. S hypervitaminózou se můžeme setkat u drůbeže i exotických ptáků po nadměrném a zbytečném podávání vitamínů ošetřovateli a chovateli.
Z chemického hlediska patří vitamíny do různých skupin látek. Podle rozpustnosti a výskytu se rozdělují do skupin na vitamíny rozpustné v tucích (lipofilní vitamíny A, D, E, K, F) a na vitamíny rozpustné ve vodě (hydrofilní vitamíny).
Potřeba vitamínů je u drůbeže v porovnání s jinými druhy hospodářských zvířat velmi vysoká, protože drůbež není schopna vytvářet mikrobiální syntézou v trávicím ústrojí dostatečné množství potřebných vitamínů. Drůbež má také intenzivnější metabolismus. Intenzivní formy chovu drůbeže, spojené se změnami životních podmínek zvířat a s intenzifikací, kladou vysoké nároky na přísun vitamínů. Stálým urychlováním růstu a zvyšováním užitkovosti při snižování spotřeby krmiva na jednotku přírůstku se jejich potřeba vyjádřená na 1 kg přijatého krmiva zvyšuje. Požadavky se také zvyšují přinemocech a stresových situacích. Vzhledem k variabilitě přirozených vitamínových zdrojů a vzhledem k vysokým nárokům na užitkovost se vitamínová výživa zvířat zabezpečuje průmyslovou výrobou krmných směsí obohacených přídavky synteticky připravených vitamínů. Krmné směsi obvykle obsahují vyšší množství vitamínů, aby se předešlo jejich ztrátě při výrobě, transportu a skladování.